# Juhi Chawla
Juhi Chawla (Ludhiana, 13 novembre 1967) è un'attrice, produttrice cinematografica e modella indiana.

## Biografia
Dopo la vittoria di Miss India nel 1984 e la partecipazione a Miss Universo 1984, si è dedicata al mondo del cinema, recitando in oltre settanta film di Bollywood.
Dopo il 2000, si è dedicata al cinema indipendente indiano (Parallel Cinema), alla produzione cinematografica e alla televisione.
Ha recitato con attori molto famosi, come Shah Rukh Khan, Jackie Shroff e Urmila Matondkar.
Come produttrice, dopo due film deludenti al botteghino (Phir Bhi Dil Hai Hindustani e Asoka), il suo terzo film Chalte Chalte è stato un successo.
Negli ultimi anni, con la sua fama ormai consolidata, è apparsa anche in numerosi show televisivi indiani.

### Vita privata
È sposata con l'industriale Jai Mehta.

## Premi e riconoscimenti
- Ha ricevuto vari premi ai Filmfare Awards.
- Ha vinto il premio come miglior attrice protagonista ai Filmfare Awards nel 1993, per il film Hum Hain Rahi Pyar Ke.
- È stata nominata nella stessa categoria anche quattro anni dopo, ma non ha vinto, per il film Yes Boss.

## Filmografia

### Attrice
- Sultanat (1986)
- Premaloka (1987)
- Kindari Jogi (1988)
- Qayamat Se Qayamat Tak (1988)
- Vicky Dada (1989)
- Love Love Love (1989)
- Chandni (1989)
- Goonj (1989)
- Zahreelay (1990)
- Shandaar (1990)
- Kaafila (1990)
- Swarg (1990)
- Tum Mere Ho (1990)
- C.I.D. (1990)
- Pratibandh (1990)
- Shanti Kranti (1991)
- Benaam Badsha (1991)
- Karz Chukana Hai (1991)
- Bhabhi (1991)
- Nattukku Oru Nallavan (1991)
- Raju Ban Gaya Gentleman (1992)
- Radha Ka Sangam (1992)
- Mere Sajna Sath Nibhana (1992)
- Daulat Ki Jung (1992)
- Bewaffa Se Waffa (1992)
- Bol Radha Bol (1992)
- Lootere (1993)
- Kabhi Haan Kabhi Naa (1993)
- Jaan Per Khel Kar (1993)
- Darr (1993)
- Aaina (1993)
- Hum Hain Rahi Pyar Ke (1993)
- Pehla Nasha (1993)
- Izzat Ki Roti (1993)
- Tadipaar (1993)
- Shatranj (1993)
- Pramaatma (1994)
- The Gentleman (1994)
- Eena Meena Deeka (1994)
- Do Bhai (1994)
- Bhagyawan (1994)
- Andaz (1994)
- Saajan Ka Ghar (1994)
- Ghar Ki Izzat (1994)
- Ram Jaane (1995)
- Kartavya (1995)
- Aatank Hi Aatank (1995)
- Naajayaz (1995)
- Talaashi (1996)
- Bandish (1996)
- Loafer (1996)
- Daraar (1996)
- Saat Rang Ke Sapne (1997)
- Yes Boss (1997)
- Deewana Mastana (1997)
- Mr. and Mrs. Khiladi (1997)
- Ishq (1997)
- Harikrishnans (1998)
- Duplicate (1998)
- Jhooth Bole Kauwa Kaate (1998)
- Safari (1999)
- Arjun Pandit (1999)
- Shaheed Udham Singh (2000)
- Gang (2000)
- Phir Bhi Dil Hai Hindustani (2000)
- Karobaar: The Business of Love (2000)
- One 2 Ka 4 (2001)
- Ek Rishtaa: The Bond of Love (2001)
- Aamdani Atthanni Kharcha Rupaiya (2001)
- 3 Deewarein (2003)
- Jhankaar Beats (2003)
- Des Hoyaa Pardes (2004)
- My Brother Nikhil (2005)
- Khamosh: Khauff Ki Raat (2005)
- Paheli (2005)
- 7½ Phere (2005)
- Home Delivery (2005)
- Dosti: Friends Forever (2005)
- Bas Ek Pal (2006)
- Waris Shah-Ishq Da Waaris (2006)
- Salaam-e-Ishq: A Tribute To Love (2007)
- Swami (2007)
- Om Shanti Om (2007)

### Produttrice
- Phir Bhi Dil Hai Hindustani (2000)
- Asoka (2001)
- Chalte Chalte (2003)